# 京都銀行
京都銀行 （日语：／ kyōto ginkō */?；東證1部：8369）是日本一家地方銀行，總部位於京都府京都市下京區，主要營業範圍是京都府，也是京都府的指定金融機構之一，和眾多京都當地的企業有密切關係。由於都市銀行及信用金庫在京都市有較大市場份額，因此京都銀行在京都市的市場份額並不突出，但在京都府北部優勢明顯。
由於京都的製造業在戰後蓬勃發展，京都銀行除了與這些公司保持良好的往來關係外，也藉由持有歐姆龍、任天堂、村田製作所、京瓷、華歌爾等企業的股票，獲得了不少收益，如京都銀行至今仍為任天堂的第四大股東。

## 外部連結
- 京都銀行 公式サイト （页面存档备份，存于）